# RIA Novosti
La Agencia Rusa de Información Nóvosti, conocida internacionalmente como RIA Nóvosti (Russian Information Agency) y originalmente en ruso: Российское агентство международной информации «РИА Новости», fue una de las principales agencias de noticias estatales de la Unión Soviética y después de Rusia hasta que en 2013, año en el que fue cerrada por el presidente Vladímir Putin y sus funciones pasaron a ser ejercidas por la agencia internacional de noticias Rossiya Segodnya y Spútnik.
Fundada en 1941 y con sede en Moscú, sus principales fuentes de información directa eran el Gobierno soviético (y el ruso desde 1992), el Consejo de la Federación, la Duma Estatal, los principales ministerios y departamentos gubernamentales, las administraciones económicas de las regiones de Rusia, los representantes de comunidades internas y extranjeras de negocios, así como también las misiones diplomáticas e instituciones públicas del país.
El 26 de febrero de 2022, durante la Invasión rusa de Ucrania, RIA Novosti por error publicó un artículo titulado "La llegada de Rusia y el nuevo mundo", que se preparó con antelación anticipando la victoria rusa. Se anunció que Rusia había ganado la guerra ruso-ucraniana y que "Ucrania había regresado a Rusia". En el artículo, el autor Petr Akopov condenó a los "anglosajones que gobiernan Occidente" por supuestamente intentar "robar tierras rusas", describió la disolución de la Unión Soviética en 1991 como una "terrible catástrofe" y afirmó que el lanzamiento de la invasión por parte del presidente ruso Vladímir Putin resolvió la "cuestión ucraniana" para establecer un "nuevo orden mundial" con "Rusia, Bielorrusia y Ucrania, actuando en términos geopolíticos como un todo único" contra el resto de Europa.El artículo fue rápidamente eliminado por RIA Novosti, pero no antes de que fuera republicado por la agencia de noticias estatal Sputnik.